# يوسبيو (لاعب كرة قدم)
يوسبيو هو لاعب كرة قدم برتغالي في مركز الوسط، ولد في 26 أغسطس 1966 في سانتو تريسو في البرتغال. لعب مع سبورتينغ براغا ونادي بيرا مار.

## وصلات خارجية
- يوسبيو (لاعب كرة قدم) على موقع قاعدة بيانات كرة القدم.إي يو (الإنجليزية)
- يوسبيو (لاعب كرة قدم) على موقع عالم كرة القدم.نت (الإنجليزية)